# Guillaume d'Évreux
Guillaume de Normandie (né vers 1045 – mort en 1118) fut comte d'Évreux de 1067 à 1118. Il était fils de Richard de Normandie, comte d'Évreux, et de Godehilde.

## Biographie
Il participa à la conquête de l'Angleterre avec les quatre-vingts navires que fournit son père et combattit à la bataille d'Hastings. En récompense, Guillaume le Conquérant lui donna des domaines en Hampshire, en Berkshire et Oxfordshire mais, somme toute, l'ensemble des biens reçus est modeste. Comme Roger Ier de Beaumont, un autre grand baron du duché, Guillaume d'Évreux, fut peu récompensé en Angleterre malgré sa participation à la conquête. Ce n'est pas la conséquence d'une disgrâce, puisque l'on voit ensuite Guillaume commander l'armée ducale dans les campagnes militaires en France. Le cas de Guillaume d'Évreux permet à l'historien David Bates de démonter la thèse d'une aristocratie devenue entièrement anglo-normande à l'issue de la conquête de l'Angleterre. Pour quelques familles, le duché de Normandie resta le cadre principal de leur expansion et de leurs luttes politiques.
En 1067, Guillaume succède à son père. Pendant les années qui suivirent, il resta un fidèle compagnon du Conquérant. En 1081, avec l'aide de Roger II de Montgommery, il négocie un traité de paix entre son seigneur et Foulques le Réchin, comte d'Anjou. De 1084 à 1086, il combat Hubert de Sainte-Suzanne, vicomte du Maine et révolté contre le duc, mais il fut capturé en janvier 1085 lors du siège de Sainte-Suzanne. Cependant, après sa libération, il profite de la mort du duc en 1087 pour chasser la garnison ducale cantonnée à Évreux.
Cette même année meurt son beau-frère Simon Ier, seigneur de Montfort, et sa fille, Bertrade de Montfort, est confiée à la garde de son oncle Guillaume. Cette tutelle, ainsi qu'une nouvelle révolte dans le Maine, tourne bientôt à l'avantage du comte. En effet, le nouveau duc, Robert Courteheuse, demande l'assistance du comte d'Anjou pour mater la révolte. Le comte accepte, mais en échange de la main de Bertrade, et Guillaume exige une compensation. Celle-ci prend la forme de l'héritage de Raoul de Gacé, oncle de Guillaume, c'est-à-dire des terres de Gacé et de Varenguebec, que Guillaume le Conquérant avait réunies au domaine ducal à la mort de Raoul. En 1090, le mariage est conclu et les révoltés manceaux sont soumis.
Peu après, il soumet une révolte fomentée à Rouen par les partisans de Guillaume le Roux, roi d'Angleterre, qui cherchait à retirer la Normandie des mains de son frère Robert. Durant les deux années qui suivirent, c'est une guerre familiale qui l'occupe. Une rivalité entre Helvide, la femme de Guillaume et Isabelle de Montfort, l'épouse de Raoul de Tosny, un demi-frère de Guillaume, dégénéra et les deux frères se combattirent. Raoul l'emporta en 1092, et imposa à Guillaume un traité dans lequel Guillaume reconnaissait comme héritier Roger, fils cadet de Raoul. Mais la mort de Roger vers 1094 fit que le traité ne fut pas appliqué.
En 1096, Robert Courteheuse s'engage dans la première croisade, confiant le duché à son frère Guillaume le Roux. En 1097, Guillaume d'Évreux mène une campagne contre le roi des Francs Philippe Ier dans le Vexin.
En 1098, à la suite d'une nouvelle campagne dans le Maine, Guillaume le Roux le fait gouverneur du Mans. Guillaume le Roux meurt en 1100 et Guillaume et Raoul de Tosny, cette fois alliés, profitent des désordres pour ravager les terres de Beaumont-le-Roger, tenu par Robert Ier de Meulan. Robert Courteheuse rentre peu après de croisade et rentre en possession de son duché, tandis qu'Henri Beauclerc devient roi d'Angleterre.
À l'issue d'une entrevue orageuse entre Robert Courteheuse et Henri Beauclerc, la suzeraineté du comté d'Évreux est cédée au roi d'Angleterre. C'est ainsi que Guillaume se retrouve du côté anglais lors de la bataille de Tinchebray (1106), qui vit la défaite de Courteheuse et la réunion de la Normandie et de l'Angleterre. Mais l'autorité d'Henri Beauclerc, qui fait suite à la mollesse de Courteheuse, ne sied guère au comte d'Évreux, qui accepte mal l'ingérence du roi et la construction d'un donjon royal à Évreux, qu'il fit détruire dès son achèvement. Guillaume et Helvide durent s'exiler dans le comté d'Anjou pendant quatorze mois en 1112-1113. Durant cette période, Foulque V le Bel, comte d'Anjou, et Amaury III de Montfort s'allièrent pour attaquer Henri, et Guillaume a probablement rejoint la coalition. Quand la paix fut signée entre le Normand et l'Angevin, en février 1113, Guillaume rentra de nouveau en possession de son comté.
Helvide meurt dans les cinq ans qui suivent et est inhumée à Noyon. Guillaume meurt le 18 avril 1118 et est enterré à l'abbaye de Fontenelle.

## Mariage et enfants
Il avait épousé Helvide ou Helvise de Nevers, fille de Guillaume Ier, comte de Nevers et d'Ermengarde, comtesse de Tonnerre. De ce mariage naquit un fils, probablement mort avant 1092.